# 1448 (tal)
1448 er endetallet på telefonnumre til politistationer forskellige steder i Danmark med områdets generelle nummer som de første fire cifre. Københavns politi var de første til at få nummeret 1448 i 1925 og siden er det blevet det mest udbredte. Oprindelig blev det brugt ud fra en betragtning om, at det er meget vanskeligt at forveksle, når man mundtligt til telefoncentralen skulle oplyse, hvilket nummer man ønskede at komme i kontakt med. Derimod er der ikke noget, der tyder på, at der skulle være hold i en forklaring om, at der skulle være sammenhæng med Markusevangeliet kapitel 14, vers 48: "Så tog Jesus til orde og sagde til dem: I er rykket ud med sværd og knipler for at anholde mig, som om jeg var en røver."
I forbindelse med reformen af politikredse indføres det fælles telefonnummer 114 for politiet i Danmark, der vil stille om til nærmeste politistation. De lokale 1448-numre vil dog fortsat være åbne.